# Albert J. Beveridge
Albert J. Beveridge (Highland megye, 1862. október 6. – Indianapolis, 1927. április 27.) amerikai politikus és történész, az Amerikai Egyesült Államok szenátora (Indiana, 1899–1911).